# Paulina da Curlândia
Luísa Paulina Maria de Biron (Mitau, 19 de fevereiro de 1782 — Viena, 8 de janeiro de 1845) foi uma princesa da Curlândia por nascimento, além de suo jure duquesa de Sagan. Ela foi casada com o príncipe Frederico de Hohenzollern-Hechingen.

## Família
Paulina foi a segunda filha e criança nascida de Pedro de Biron, último duque da Curlândia e Semigália e de Doroteia de Medem. Os seus avós paternos eram Ernst Johann von Biron, regente do Império Russo por 20 dias e amante da imperatriz Ana da Rússia, e Benigna Gottlieb de Trotha e Treyden. Os seus avós maternos eram o conde Frederico de Medem, um general do Império russo, e Luísa Carlota de Manteuffel.
Ela teve quatro irmãos, que eram: Guilhermina, suo jure duquesa de Sagan; Joana Catarina, esposa do duque Francisco Pignatelli, duque de Acerenza; Pedro, morto aos três anos, e Carlota. 
Sua irmã mais nova, Doroteia, esposa de Edmundo de Talleyrand-Périgord, pode ter sido filha de Aleksander Batowski.

## Biografia
Aos 18 anos, Paulina casou-se com o futuro príncipe Frederico Hermano Otão, de 23 anos, na cidade de Praga, na data de 26 de fevereiro de 1800. Ele era filho do príncipe Hermano de Hohenzollern-Hechingen e da princesa Maximiliana de Gavre.
O casal teve apenas um filho, Constantino. A princesa e seu marido viveram por volta de um ano no Palácio Kurland, em Berlim.
Em 1805, o casal separou-se após Paulina ter dado à luz uma menina, filha de Luís Vítor de Rohan, marido de sua irmã, Guilhermina. Ela também foi separada de seu filho, Constantino.
Como suas irmãs, Paulina causou um rebuliço no Congresso de Viena devido a seu relacionamento com o general Ludwig von Wallmoden-Gimborn, neto ilegítimo do rei Jorge II da Grã-Bretanha. Uma testemunha da época relatou: "Paulina, depois de uma longa busca, se apegou cada vez mais a Wallmoden, que com sua loucura fleumática ama a mulher furiosamente".
Após o falecimento de Guilhermina, em 29 de novembro de 1839, Paulina tornou-se duquesa de Sagan. Além disso, a duquesa também recebeu os territórios de Náchod, Hohlstein, Nettkau, e Rotemburgo no Oder, cujos direitos transferiu a seu filho.
Ela vendou o Castelo de Náchod para Otávio de Lippe-Biesterfeld. 
A duquesa faleceu no dia 8 de janeiro de 1845, aos 62 anos de idade, em Viena, onde morava com sua irmã, Joana Catarina.

## Descendência
- Constantino de Hohenzollern-Hechingen (16 de fevereiro de 1801 – 3 de setembro de 1869), sucessor do pai. Foi primeiro casado com Eugênia de Leuchtenberg, e depois foi marido da baronesa Amália Schenk de Geyern. Sem descendência.

## Títulos e estilos
- 19 de fevereiro de 1782 – 26 de fevereiro de 1800: Sua Alteza Sereníssima, a Princesa Paulina da Curlândia
- 26 de fevereiro de 1800 – 2 de novembro de 1810: Sua Alteza Sereníssima, a Princesa Hereditária de Hohenzollern-Hechingen, Princesa da Curlândia
- 2 de novembro de 1810 – 13 de novembro de 1838: Sua Alteza Sereníssima, a Princesa de Hohenzollern-Hechingen, Princesa da Curlândia
- 13 de novembro de 1838 – 29 de novembro de 1838: Sua Alteza Sereníssima, a Princesa Viúva de Hohenzollern-Hechingen, Princesa da Curlândia
- 29 de novembro de 1838 – 8 de janeiro de 1845: Sua Alteza Sereníssima, a Duquesa de Sagan, A Princesa Viúva de Hohenzollern-Hechingen, Princesa da Curlândia